# Pafuera telarañas
Pafuera telarañas es el disco debut de la cantautora española conocida como Bebe.
Su primera producción discográfica corre a cargo del productor Carlos Jean, bajo el brazo de EMI Music. En el disco destacan "Malo" y "Ella" canciones de denuncia contra la violencia de género. Sobre estas dos canciones explicó:

Lo que me llevó a grabarlas fue la empatía hacia el sufrimiento de ser maltratado. Fue un año muy violento, yo estaba aterrada, no lo viví en mis carnes, pero recuerdo en el telediario escuchar hasta tres casos de violencia de género en el mismo día. De ahí surgió el tema "Malo". "Ella" fue por una necesidad personal, una reflexión que surgió en un momento delicado, tras la muerte de una persona muy importante en mi vida. Me sirvió para motivarme, lo necesitaba.

Para la edición especial del trabajo se incluyó la canción "Que nadie me levante la voz" producida como cabecera de la popular serie española Aída.

## Lista de canciones
- Edición estándar

| Pafuera telarañas |                      |          |  |
| N.º               | Título               | Duración |  |
| 1.                | «Men señará»         | 03:45    |  |
| 2.                | «Ella»               | 03:36    |  |
| 3.                | «Con mis manos»      | 02:56    |  |
| 4.                | «Siempre me quedará» | 03:49    |  |
| 5.                | «Malo»               | 03:36    |  |
| 6.                | «Ska de la tierra»   | 03:42    |  |
| 7.                | «El golpe»           | 03:54    |  |
| 8.                | «Revolvió»           | 03:45    |  |
| 9.                | «Como los olivos»    | 03:55    |  |
| 10.               | «Cuidándote»         | 03:50    |  |
| 11.               | «Siete horas»        | 03:25    |  |
| 12.               | «Tu silencio»        | 03:49    |  |
| 13.               | «Razones - A capela» | 02:52    |  |
| 46:54             |                      |          |  |

- Edición especial

| Pafuera telarañas |                               |          |  |
| N.º               | Título                        | Duración |  |
| 14.               | «Corre»                       | 03:39    |  |
| 15.               | «Que nadie me levante la voz» | 02:39    |  |
| 53:12             |                               |          |  |